# Waldemar Bastos
Waldemar dos Santos Alonso de Almeida Bastos, conegut com a Waldemar Bastos (Mbanza Kongo, 4 de gener de 1954 - Lisboa, 10 d'agost de 2020) fou un músic i cantant d'Angola que combinava Afropop, Portuguès (Fado), i influències brasileres.

## Història
De besavi espanyol, va començar a cantar a una edat molt precoç utilitzant instruments del seu pare. Després de la independència d'Angola el 1975 a causa de la revolució dels clavells, en 1982 anys va fugir de la República Popular d'Angola cap a Portugal a fi d'escapar de la guerra civil entre el marxista MPLA i UNITA.
Waldemar Bastos considerava la seva música com un reflex de la pròpia vida i les seves experiències, composta per elogiar la identitat nacional. Els seus temes fan una crida a la fraternitat universal. Al llarg dels seus 40 anys de carrera, el 2008 fou distinguit amb un Diploma de Membre Fundador, de 25 anys, de la União dos Artistas e Compositores i un premi World Music Award, el 1999. The New York Times el 1998 va considerar el disc Pretaluz una de les millors obres de l'època.

## Discografia
- 1983: Estamos Juntos (EMI Records Ltd)
- 1989: Angola Minha Namorada (EMI Portugal)
- 1992: Pitanga Madura (EMI Portugal)
- 1997: Pretaluz [blacklight] (Luaka Bop)
- 2004: Renascence (World Connection)
- 2008: Love Is Blindness (2008)
- 2012: Classics of my soul (2012)